# Haus des Deutschen Ordens (Biberach)

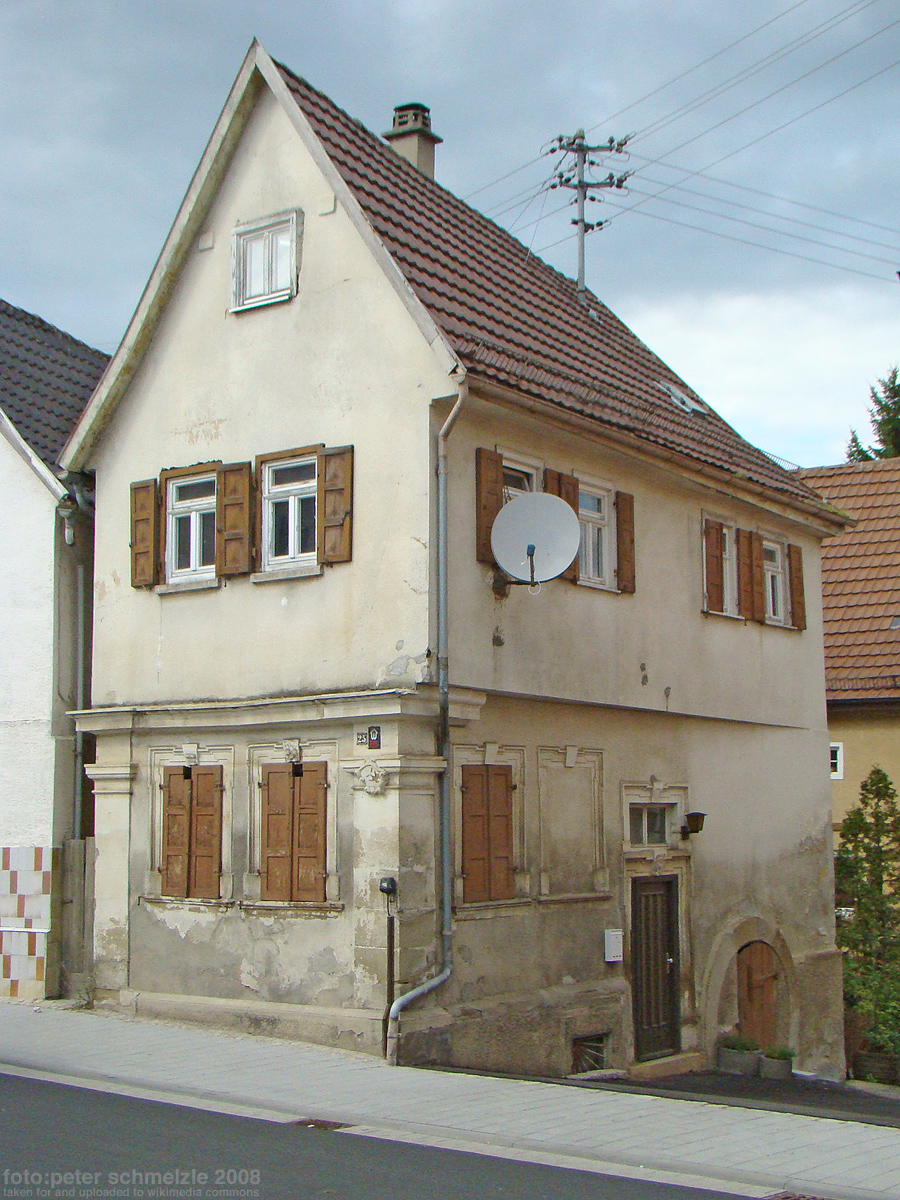
Wohnhaus des Deutschen Ordens

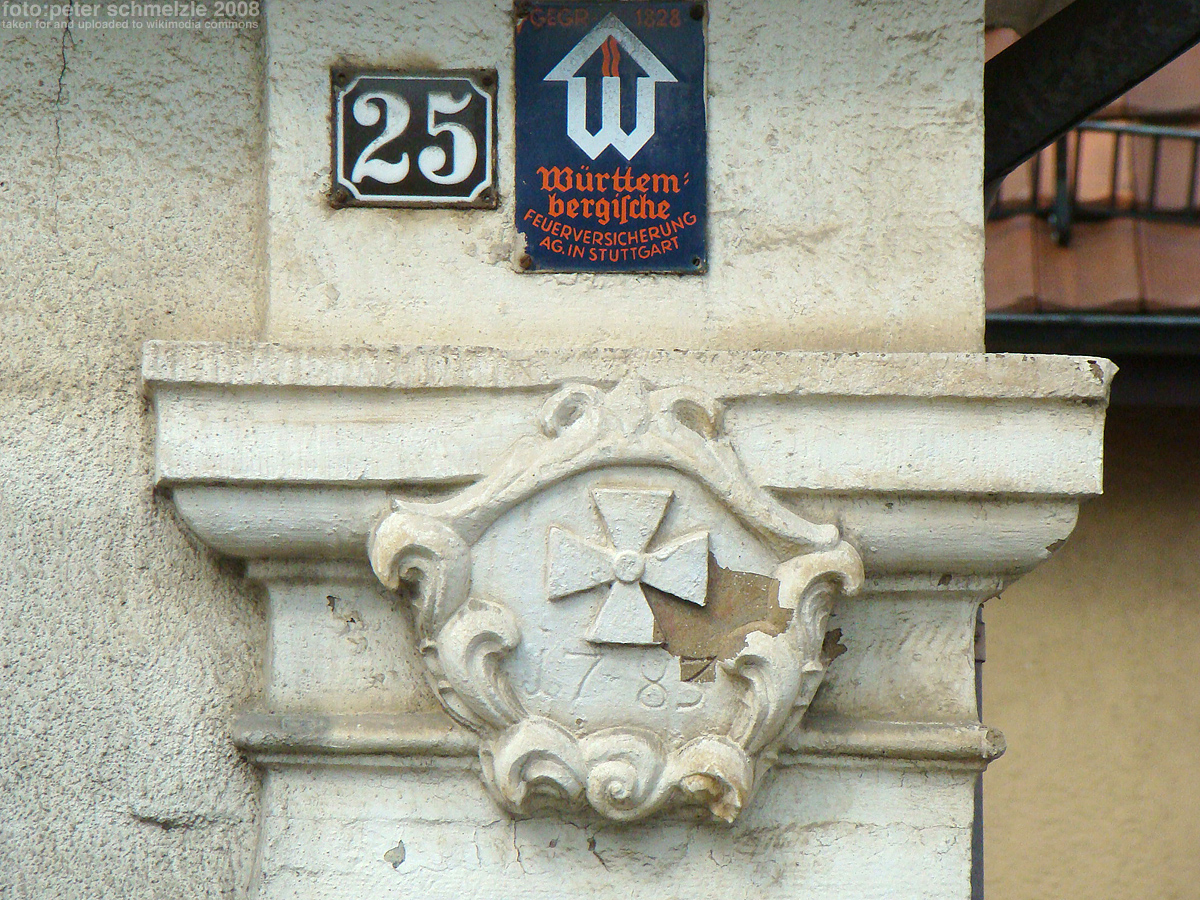
Deutschordenskreuz am Eckpilaster

Das Wohnhaus des Deutschen Ordens an der Unterlandstraße 25 im Heilbronner Stadtteil Biberach ist das einzig verbliebene barocke Wohnhaus eines im Jahre 1532 erwähnten Hofes des Deutschen Ordens, dessen weitere Gebäude nicht erhalten sind. Als Kulturdenkmal steht es unter Denkmalschutz.

## Beschreibung
Das barocke Wohnhaus eines seit 1532 erwähnten Deutschordenshofes in Biberach ist ein zweistöckiger Putzbau, wobei das Erdgeschoss aufwändig im Stil des Barock mit Eckpilastern, stark profilierten Fenster- und Türgewänden und horizontalem Gesims geschmückt wurde. Bemerkenswert ist das Portal mit stark profilierten Türgewänden und Oberlicht, wobei sich dort ein Keilstein mit dem Lamm Gottes erhalten hat. Das Deutschordenswappen wurde am Eckpilaster zur Straße hin angebracht, wobei die gesamte straßenseitige Fassade als Schauseite diente. Das Obergeschoss ist ein verputzter Fachwerkbau, der zum Teil vorkragend ist. Um 1900 befand sich in dem Gebäude eine Spezereihandlung.